# 1502
Portal Geschichte | Portal Biografien | Aktuelle Ereignisse | Jahreskalender | Tagesartikel

◄ |
15. Jahrhundert |
16. Jahrhundert
| 17. Jahrhundert | ►

◄ |
1470er |
1480er |
1490er |
1500er
| 1510er | 1520er | 1530er | ►

◄◄ |
◄ |
1498 |
1499 |
1500 |
1501 |
1502
| 1503 | 1504 | 1505 | 1506 | ► | ►►
Staatsoberhäupter  · Nekrolog · Kunstjahr · Literaturjahr · Musikjahr   · Wissenschaftsjahr
| Januar | Januar | Januar | Januar | Januar | Januar | Januar | Januar |
| Kw     | Mo     | Di     | Mi     | Do     | Fr     | Sa     | So     |
| ------ | ------ | ------ | ------ | ------ | ------ | ------ | ------ |
| 52     |        |        |        |        |        | 1      | 2      |
| 1      | 3      | 4      | 5      | 6      | 7      | 8      | 9      |
| 2      | 10     | 11     | 12     | 13     | 14     | 15     | 16     |
| 3      | 17     | 18     | 19     | 20     | 21     | 22     | 23     |
| 4      | 24     | 25     | 26     | 27     | 28     | 29     | 30     |
| 5      | 31     |        |        |        |        |        |        |

| Februar | Februar | Februar | Februar | Februar | Februar | Februar | Februar |
| Kw      | Mo      | Di      | Mi      | Do      | Fr      | Sa      | So      |
| ------- | ------- | ------- | ------- | ------- | ------- | ------- | ------- |
| 5       |         | 1       | 2       | 3       | 4       | 5       | 6       |
| 6       | 7       | 8       | 9       | 10      | 11      | 12      | 13      |
| 7       | 14      | 15      | 16      | 17      | 18      | 19      | 20      |
| 8       | 21      | 22      | 23      | 24      | 25      | 26      | 27      |
| 9       | 28      |         |         |         |         |         |         |

| März | März | März | März | März | März | März | März |
| Kw   | Mo   | Di   | Mi   | Do   | Fr   | Sa   | So   |
| ---- | ---- | ---- | ---- | ---- | ---- | ---- | ---- |
| 9    |      | 1    | 2    | 3    | 4    | 5    | 6    |
| 10   | 7    | 8    | 9    | 10   | 11   | 12   | 13   |
| 11   | 14   | 15   | 16   | 17   | 18   | 19   | 20   |
| 12   | 21   | 22   | 23   | 24   | 25   | 26   | 27   |
| 13   | 28   | 29   | 30   | 31   |      |      |      |

| April | April | April | April | April | April | April | April |
| Kw    | Mo    | Di    | Mi    | Do    | Fr    | Sa    | So    |
| ----- | ----- | ----- | ----- | ----- | ----- | ----- | ----- |
| 13    |       |       |       |       | 1     | 2     | 3     |
| 14    | 4     | 5     | 6     | 7     | 8     | 9     | 10    |
| 15    | 11    | 12    | 13    | 14    | 15    | 16    | 17    |
| 16    | 18    | 19    | 20    | 21    | 22    | 23    | 24    |
| 17    | 25    | 26    | 27    | 28    | 29    | 30    |       |

| Mai | Mai | Mai | Mai | Mai | Mai | Mai | Mai |
| Kw  | Mo  | Di  | Mi  | Do  | Fr  | Sa  | So  |
| --- | --- | --- | --- | --- | --- | --- | --- |
| 17  |     |     |     |     |     |     | 1   |
| 18  | 2   | 3   | 4   | 5   | 6   | 7   | 8   |
| 19  | 9   | 10  | 11  | 12  | 13  | 14  | 15  |
| 20  | 16  | 17  | 18  | 19  | 20  | 21  | 22  |
| 21  | 23  | 24  | 25  | 26  | 27  | 28  | 29  |
| 22  | 30  | 31  |     |     |     |     |     |

| Juni | Juni | Juni | Juni | Juni | Juni | Juni | Juni |
| Kw   | Mo   | Di   | Mi   | Do   | Fr   | Sa   | So   |
| ---- | ---- | ---- | ---- | ---- | ---- | ---- | ---- |
| 22   |      |      | 1    | 2    | 3    | 4    | 5    |
| 23   | 6    | 7    | 8    | 9    | 10   | 11   | 12   |
| 24   | 13   | 14   | 15   | 16   | 17   | 18   | 19   |
| 25   | 20   | 21   | 22   | 23   | 24   | 25   | 26   |
| 26   | 27   | 28   | 29   | 30   |      |      |      |

| Juli | Juli | Juli | Juli | Juli | Juli | Juli | Juli |
| Kw   | Mo   | Di   | Mi   | Do   | Fr   | Sa   | So   |
| ---- | ---- | ---- | ---- | ---- | ---- | ---- | ---- |
| 26   |      |      |      |      | 1    | 2    | 3    |
| 27   | 4    | 5    | 6    | 7    | 8    | 9    | 10   |
| 28   | 11   | 12   | 13   | 14   | 15   | 16   | 17   |
| 29   | 18   | 19   | 20   | 21   | 22   | 23   | 24   |
| 30   | 25   | 26   | 27   | 28   | 29   | 30   | 31   |

| August | August | August | August | August | August | August | August |
| Kw     | Mo     | Di     | Mi     | Do     | Fr     | Sa     | So     |
| ------ | ------ | ------ | ------ | ------ | ------ | ------ | ------ |
| 31     | 1      | 2      | 3      | 4      | 5      | 6      | 7      |
| 32     | 8      | 9      | 10     | 11     | 12     | 13     | 14     |
| 33     | 15     | 16     | 17     | 18     | 19     | 20     | 21     |
| 34     | 22     | 23     | 24     | 25     | 26     | 27     | 28     |
| 35     | 29     | 30     | 31     |        |        |        |        |

| September | September | September | September | September | September | September | September |
| Kw        | Mo        | Di        | Mi        | Do        | Fr        | Sa        | So        |
| --------- | --------- | --------- | --------- | --------- | --------- | --------- | --------- |
| 35        |           |           |           | 1         | 2         | 3         | 4         |
| 36        | 5         | 6         | 7         | 8         | 9         | 10        | 11        |
| 37        | 12        | 13        | 14        | 15        | 16        | 17        | 18        |
| 38        | 19        | 20        | 21        | 22        | 23        | 24        | 25        |
| 39        | 26        | 27        | 28        | 29        | 30        |           |           |

| Oktober | Oktober | Oktober | Oktober | Oktober | Oktober | Oktober | Oktober |
| Kw      | Mo      | Di      | Mi      | Do      | Fr      | Sa      | So      |
| ------- | ------- | ------- | ------- | ------- | ------- | ------- | ------- |
| 39      |         |         |         |         |         | 1       | 2       |
| 40      | 3       | 4       | 5       | 6       | 7       | 8       | 9       |
| 41      | 10      | 11      | 12      | 13      | 14      | 15      | 16      |
| 42      | 17      | 18      | 19      | 20      | 21      | 22      | 23      |
| 43      | 24      | 25      | 26      | 27      | 28      | 29      | 30      |
| 44      | 31      |         |         |         |         |         |         |

| November | November | November | November | November | November | November | November |
| Kw       | Mo       | Di       | Mi       | Do       | Fr       | Sa       | So       |
| -------- | -------- | -------- | -------- | -------- | -------- | -------- | -------- |
| 44       |          | 1        | 2        | 3        | 4        | 5        | 6        |
| 45       | 7        | 8        | 9        | 10       | 11       | 12       | 13       |
| 46       | 14       | 15       | 16       | 17       | 18       | 19       | 20       |
| 47       | 21       | 22       | 23       | 24       | 25       | 26       | 27       |
| 48       | 28       | 29       | 30       |          |          |          |          |

| Dezember | Dezember | Dezember | Dezember | Dezember | Dezember | Dezember | Dezember |
| Kw       | Mo       | Di       | Mi       | Do       | Fr       | Sa       | So       |
| -------- | -------- | -------- | -------- | -------- | -------- | -------- | -------- |
| 48       |          |          |          | 1        | 2        | 3        | 4        |
| 49       | 5        | 6        | 7        | 8        | 9        | 10       | 11       |
| 50       | 12       | 13       | 14       | 15       | 16       | 17       | 18       |
| 51       | 19       | 20       | 21       | 22       | 23       | 24       | 25       |
| 52       | 26       | 27       | 28       | 29       | 30       | 31       |          |

| Januar | Januar | Januar | Januar | Januar | Januar | Januar | Januar |
| Kw     | Mo     | Di     | Mi     | Do     | Fr     | Sa     | So     |
| ------ | ------ | ------ | ------ | ------ | ------ | ------ | ------ |
| 52     |        |        |        |        |        | 1      | 2      |
| 1      | 3      | 4      | 5      | 6      | 7      | 8      | 9      |
| 2      | 10     | 11     | 12     | 13     | 14     | 15     | 16     |
| 3      | 17     | 18     | 19     | 20     | 21     | 22     | 23     |
| 4      | 24     | 25     | 26     | 27     | 28     | 29     | 30     |
| 5      | 31     |        |        |        |        |        |        |

| Februar | Februar | Februar | Februar | Februar | Februar | Februar | Februar |
| Kw      | Mo      | Di      | Mi      | Do      | Fr      | Sa      | So      |
| ------- | ------- | ------- | ------- | ------- | ------- | ------- | ------- |
| 5       |         | 1       | 2       | 3       | 4       | 5       | 6       |
| 6       | 7       | 8       | 9       | 10      | 11      | 12      | 13      |
| 7       | 14      | 15      | 16      | 17      | 18      | 19      | 20      |
| 8       | 21      | 22      | 23      | 24      | 25      | 26      | 27      |
| 9       | 28      |         |         |         |         |         |         |

| März | März | März | März | März | März | März | März |
| Kw   | Mo   | Di   | Mi   | Do   | Fr   | Sa   | So   |
| ---- | ---- | ---- | ---- | ---- | ---- | ---- | ---- |
| 9    |      | 1    | 2    | 3    | 4    | 5    | 6    |
| 10   | 7    | 8    | 9    | 10   | 11   | 12   | 13   |
| 11   | 14   | 15   | 16   | 17   | 18   | 19   | 20   |
| 12   | 21   | 22   | 23   | 24   | 25   | 26   | 27   |
| 13   | 28   | 29   | 30   | 31   |      |      |      |

| April | April | April | April | April | April | April | April |
| Kw    | Mo    | Di    | Mi    | Do    | Fr    | Sa    | So    |
| ----- | ----- | ----- | ----- | ----- | ----- | ----- | ----- |
| 13    |       |       |       |       | 1     | 2     | 3     |
| 14    | 4     | 5     | 6     | 7     | 8     | 9     | 10    |
| 15    | 11    | 12    | 13    | 14    | 15    | 16    | 17    |
| 16    | 18    | 19    | 20    | 21    | 22    | 23    | 24    |
| 17    | 25    | 26    | 27    | 28    | 29    | 30    |       |

| Mai | Mai | Mai | Mai | Mai | Mai | Mai | Mai |
| Kw  | Mo  | Di  | Mi  | Do  | Fr  | Sa  | So  |
| --- | --- | --- | --- | --- | --- | --- | --- |
| 17  |     |     |     |     |     |     | 1   |
| 18  | 2   | 3   | 4   | 5   | 6   | 7   | 8   |
| 19  | 9   | 10  | 11  | 12  | 13  | 14  | 15  |
| 20  | 16  | 17  | 18  | 19  | 20  | 21  | 22  |
| 21  | 23  | 24  | 25  | 26  | 27  | 28  | 29  |
| 22  | 30  | 31  |     |     |     |     |     |

| Juni | Juni | Juni | Juni | Juni | Juni | Juni | Juni |
| Kw   | Mo   | Di   | Mi   | Do   | Fr   | Sa   | So   |
| ---- | ---- | ---- | ---- | ---- | ---- | ---- | ---- |
| 22   |      |      | 1    | 2    | 3    | 4    | 5    |
| 23   | 6    | 7    | 8    | 9    | 10   | 11   | 12   |
| 24   | 13   | 14   | 15   | 16   | 17   | 18   | 19   |
| 25   | 20   | 21   | 22   | 23   | 24   | 25   | 26   |
| 26   | 27   | 28   | 29   | 30   |      |      |      |

| Juli | Juli | Juli | Juli | Juli | Juli | Juli | Juli |
| Kw   | Mo   | Di   | Mi   | Do   | Fr   | Sa   | So   |
| ---- | ---- | ---- | ---- | ---- | ---- | ---- | ---- |
| 26   |      |      |      |      | 1    | 2    | 3    |
| 27   | 4    | 5    | 6    | 7    | 8    | 9    | 10   |
| 28   | 11   | 12   | 13   | 14   | 15   | 16   | 17   |
| 29   | 18   | 19   | 20   | 21   | 22   | 23   | 24   |
| 30   | 25   | 26   | 27   | 28   | 29   | 30   | 31   |

| August | August | August | August | August | August | August | August |
| Kw     | Mo     | Di     | Mi     | Do     | Fr     | Sa     | So     |
| ------ | ------ | ------ | ------ | ------ | ------ | ------ | ------ |
| 31     | 1      | 2      | 3      | 4      | 5      | 6      | 7      |
| 32     | 8      | 9      | 10     | 11     | 12     | 13     | 14     |
| 33     | 15     | 16     | 17     | 18     | 19     | 20     | 21     |
| 34     | 22     | 23     | 24     | 25     | 26     | 27     | 28     |
| 35     | 29     | 30     | 31     |        |        |        |        |

| September | September | September | September | September | September | September | September |
| Kw        | Mo        | Di        | Mi        | Do        | Fr        | Sa        | So        |
| --------- | --------- | --------- | --------- | --------- | --------- | --------- | --------- |
| 35        |           |           |           | 1         | 2         | 3         | 4         |
| 36        | 5         | 6         | 7         | 8         | 9         | 10        | 11        |
| 37        | 12        | 13        | 14        | 15        | 16        | 17        | 18        |
| 38        | 19        | 20        | 21        | 22        | 23        | 24        | 25        |
| 39        | 26        | 27        | 28        | 29        | 30        |           |           |

| Oktober | Oktober | Oktober | Oktober | Oktober | Oktober | Oktober | Oktober |
| Kw      | Mo      | Di      | Mi      | Do      | Fr      | Sa      | So      |
| ------- | ------- | ------- | ------- | ------- | ------- | ------- | ------- |
| 39      |         |         |         |         |         | 1       | 2       |
| 40      | 3       | 4       | 5       | 6       | 7       | 8       | 9       |
| 41      | 10      | 11      | 12      | 13      | 14      | 15      | 16      |
| 42      | 17      | 18      | 19      | 20      | 21      | 22      | 23      |
| 43      | 24      | 25      | 26      | 27      | 28      | 29      | 30      |
| 44      | 31      |         |         |         |         |         |         |

| November | November | November | November | November | November | November | November |
| Kw       | Mo       | Di       | Mi       | Do       | Fr       | Sa       | So       |
| -------- | -------- | -------- | -------- | -------- | -------- | -------- | -------- |
| 44       |          | 1        | 2        | 3        | 4        | 5        | 6        |
| 45       | 7        | 8        | 9        | 10       | 11       | 12       | 13       |
| 46       | 14       | 15       | 16       | 17       | 18       | 19       | 20       |
| 47       | 21       | 22       | 23       | 24       | 25       | 26       | 27       |
| 48       | 28       | 29       | 30       |          |          |          |          |

| Dezember | Dezember | Dezember | Dezember | Dezember | Dezember | Dezember | Dezember |
| Kw       | Mo       | Di       | Mi       | Do       | Fr       | Sa       | So       |
| -------- | -------- | -------- | -------- | -------- | -------- | -------- | -------- |
| 48       |          |          |          | 1        | 2        | 3        | 4        |
| 49       | 5        | 6        | 7        | 8        | 9        | 10       | 11       |
| 50       | 12       | 13       | 14       | 15       | 16       | 17       | 18       |
| 51       | 19       | 20       | 21       | 22       | 23       | 24       | 25       |
| 52       | 26       | 27       | 28       | 29       | 30       | 31       |          |

## Ereignisse

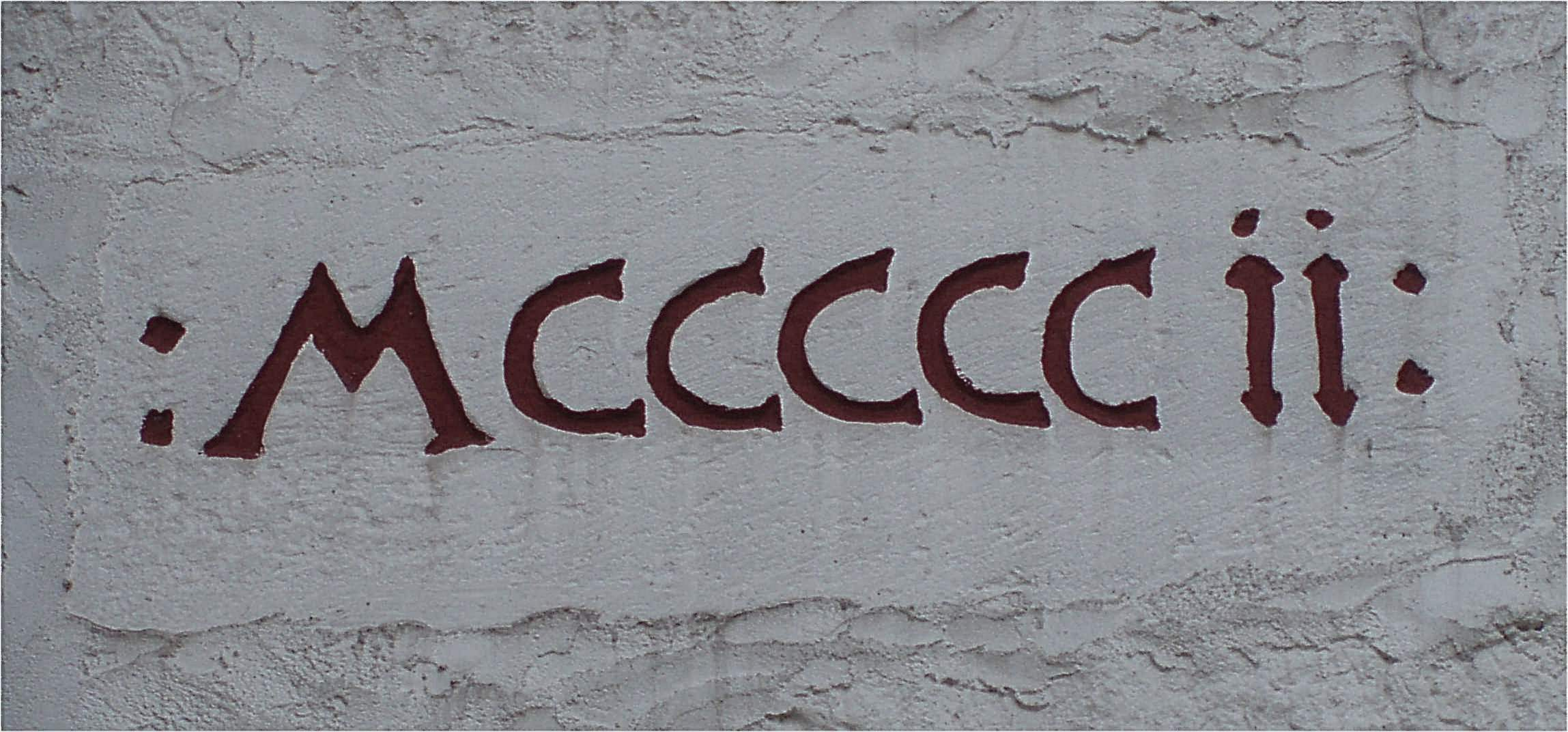
MCCCCCII

### Politik und Weltgeschehen

#### Entdeckungsreisen

##### Die Vierte Reise des Christoph Kolumbus

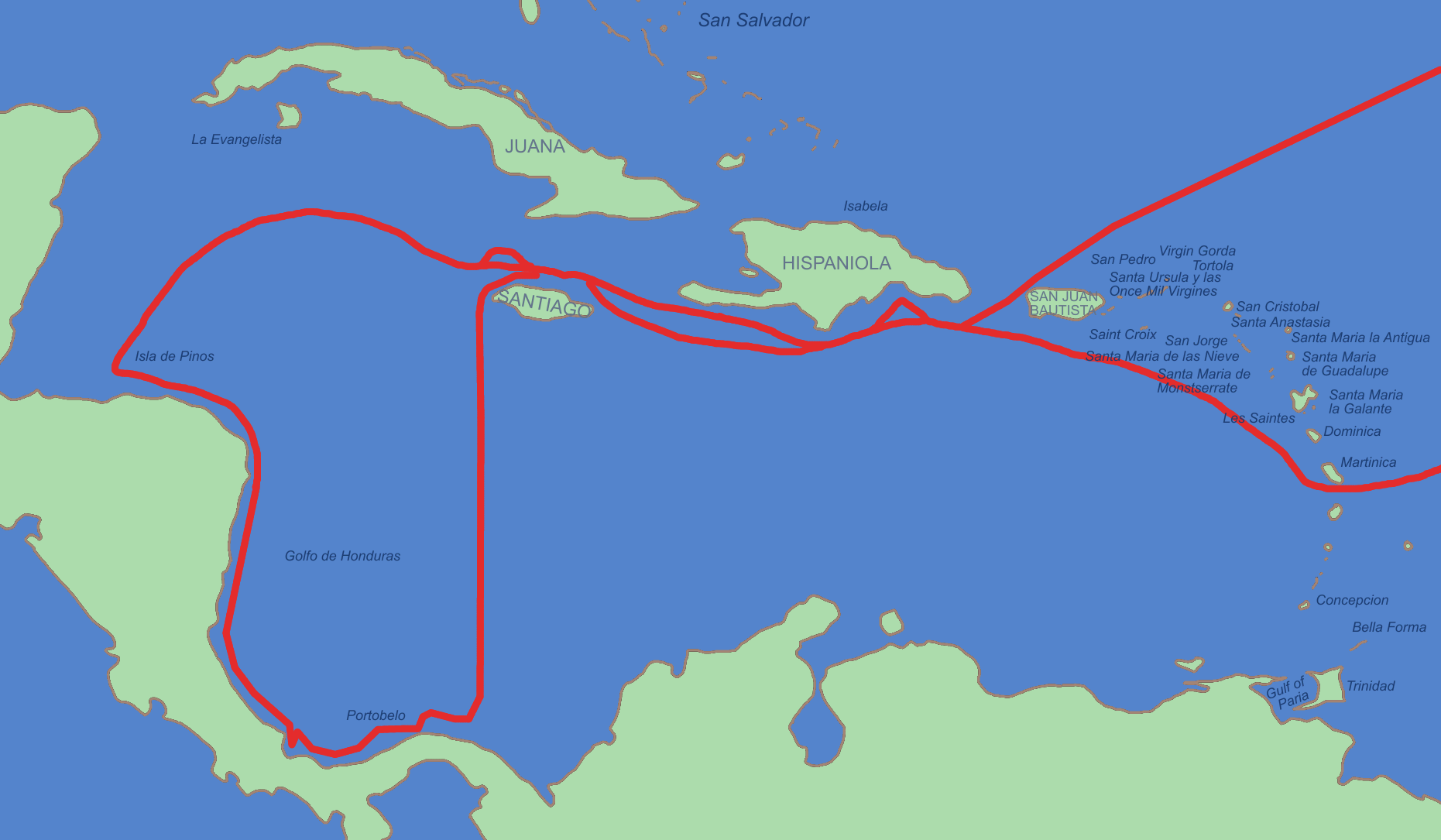
Die vierte Reise des Kolumbus

Am 26. Februar bittet Christoph Kolumbus die katholischen Könige Ferdinand von Aragón und Isabella von Kastilien um eine Flotte für eine weitere Reise nach Amerika, am 14. März wird die Expedition vom Königshaus genehmigt. Am 9. oder laut anderen Quellen am 11. Mai bricht Kolumbus von Cádiz aus zu seiner vierten Reise in die Neue Welt auf. Seine Flotte besteht aus vier Karavellen mit quer gestelltem Großsegel, dem Flaggschiff Capitana, der La Gallega, der Santiago de Palos und der Vizcaína mit insgesamt über 120 Mann Besatzung an Bord.
Die Expedition erreicht am 15. Juni als erste Europäer die Karibikinsel Martinique, wo sie in der Nähe der heutigen Gemeinde Carbet an Land gehen. Am 30. Juli betritt Kolumbus auch die karibische Insel Guanaja nahe der Nordküste des heutigen Honduras. In der Folge segelt er die mittelamerikanische Festlandküste zwischen Honduras Panama und dem Golf von Golf von Darién entlang. Am 14. August betritt er bei Kap Honduras erstmals das amerikanische Festland.
Am 25. September erreicht Christoph Kolumbus die Atlantikküste des heutigen Costa Rica und besucht die Isla Quiribrí. Am 2. November erreicht er eine Bucht im heutigen Panama, der er Qualitäten als schöner Hafen attestiert. Dort entsteht später die Stadt Portobelo. Die Karavelle Vizcaína muss dort wegen Zerstörungen durch den Schiffsbohrwurm aufgegeben werden.

##### Vasco da Gamas zweite Indienreise

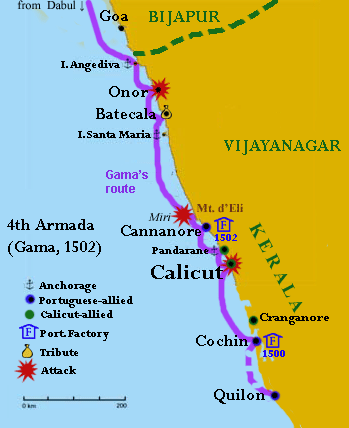
Da Gamas Route entlang der Malabarküste auf seiner zweiten Indienreise

Die vierte portugiesische Indienfahrt steht wieder unter dem Kommando Vasco da Gamas, nachdem dieser bei seinem Kinder- und Jugendfreund, König Manuel I., gegen eine erneute Berufung Pedro Álvares Cabrals zum Oberbefehlshaber der Flotte protestiert hat. Diesmal bricht er mit 21 schwer bewaffneten Schiffen auf. Bereits auf der Hinreise legt er in Ostafrika Stützpunkte an, unter anderem in Sofala. Da Gama entdeckt auf seiner zweiten Indienreise außerdem die Inselgruppe der Seychellen und nennt sie Ilhas do Almirante (Admiralsinseln).
Das Auftauchen der Portugiesen im Indischen Ozean und ihr Angriff auf das Handelsmonopol arabischer und indischer Händler führt zu einem latenten Kriegszustand. Vasco da Gama muss sich unmittelbar nach seiner Ankunft in indischen Gewässern vor Calicut einer Flotte von mehr als 100 indischen und arabischen, zumeist kleineren Schiffen zur Schlacht stellen, die das portugiesische Geschwader abfangen will. Den Enterkampf vermeidend sowie durch ihr wirksames Geschützfeuer können die Portugiesen die gegnerische Flotte fast vollständig vernichten. Durch Verhandlungen, das Ausnutzen von Rivalitäten unter den indischen Fürsten und rücksichtslose Gewaltanwendung gelingt es, den von den arabischen Händlern geförderten Widerstand der indischen Fürsten zu brechen. Vasco da Gama festigt Portugals Stellung an der indischen Malabarküste, indem er die portugiesischen Faktoreien in Cannanore und Cochin weiter ausbaut und stärkt.

##### Weitere Entdeckungsfahrten
- Der portugiesische Seefahrer Gaspar de Lemos erreicht am Neujahrstag eine Bucht in Brasilien, die von den Einheimischen Guanabara-Bucht genannt wird. Er selbst hält sie für einen Fluss, den er dem Datum entsprechend Rio de Janeiro nennt.
- 21. Mai: Der portugiesische Seefahrer João da Nova entdeckt auf der Rückfahrt von Indien die Insel St. Helena im Südatlantik.

#### Königreich England
- 02. April: Der englische Thronfolger Arthur Tudor stirbt nur vier Monate nach seiner Hochzeit mit Katharina von Aragón im Alter von 15 Jahren völlig überraschend an einer unbekannten Krankheit. Sein jüngerer Bruder Heinrich wird damit neuer Kronprinz.

#### Spanien und seine Kolonien
- 13. Februar: Unter dem Kommando von Antonio de Torres, einem erfahrenen Kapitän, der schon Christoph Kolumbus auf dessen zweiter Reise begleitet hat, legt von Sanlúcar de Barrameda die größte Flotte ab, die bis dahin in die Neue Welt in See gestochen ist. Auf den rund dreißig Schiffen werden neben dem neuen Statthalter Nicolás de Ovando ca. 2.500 Kolonisten transportiert, die handverlesen sind, um einen repräsentativen Querschnitt der spanischen Gesellschaft darzustellen. Unter ihnen befinden sich unter anderem auch der Dominikaner und spätere Chronist Bartolomé de las Casas, der Entdecker Floridas, Juan Ponce de León, und der spätere Eroberer Perus, Francisco Pizarro. Die Flotte erreicht am 15. April Hispaniola. In den ersten Monaten gehen Hunderte der Siedler an den Strapazen, die das Leben in den Kolonien mit sich bringt – den ungewohnten klimatischen Bedingungen, den unbekannten Krankheiten und nicht zuletzt dem allgemein vorherrschenden Mangelzustand – zugrunde. Die Indios, die noch unter dem Vizekönigtum von Kolumbus recht willkürlich zur Zwangsarbeit gepresst wurden, entzjehen sich zunehmend, indem sie in die Berge flüchten und sich dort verstecken.
- 14. Februar: Die Katholischen Könige befehlen die Taufe oder Vertreibung aller Muslime aus dem Königreich Granada bis Ende März.

#### Kirchenstaat
- 21. Juni: Der Papstsohn Cesare Borgia vertreibt während seines dritten Romagnafeldzuges den Herzog Guidobaldo I. da Montefeltro und seine Gattin Elisabetta und besetzt dessen Herzogtum Urbino. Am 20. Juli erobert er durch Verrat Camerino und lässt Herzog Giulio Cesare da Varano verhaften und ermorden.
- 18. August: Leonardo da Vinci wird unter Cesare Borgia oberster Ingenieur der Truppen des Kirchenstaats.
- Herbst: Gegner der Borgia treffen einander in Magione am Trasimenischen See zu einem Geheimtreffen, gehen am 9. Oktober jedoch auseinander, ohne sich auf eine gemeinsame Strategie festzulegen.
- 31. Dezember: Bei einer Versöhnungsfeier in Senigallia mit vier seiner Gegner lässt Cesare Borgia zwei unmittelbar ermorden, die beiden anderen zunächst festnehmen um sie nach zwei Wochen ebenfalls zu ermorden.

#### Heiliges Römisches Reich
- 24. Februar: Mit der Eintragung in die Landtafeln erlangt die 1500 beschlossene Vladislavsche Landesordnung in Böhmen Gesetzeskraft. Diese Ordnung regelt die wechselseitigen Rechte und Pflichten der böhmischen Stände und des Königs.

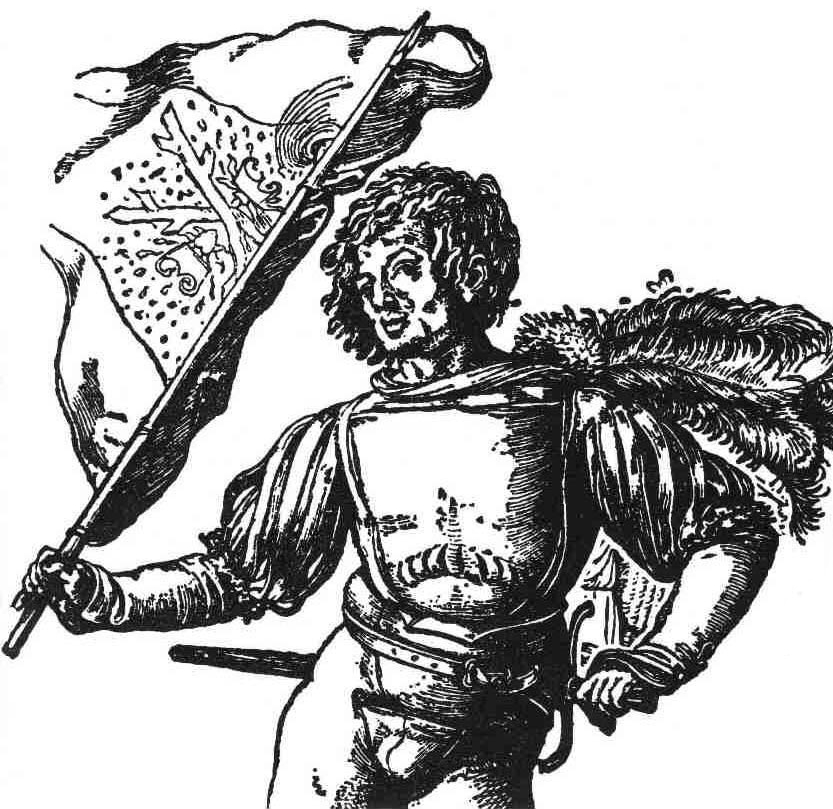
Joß Fritz. Holzschnitt von Albrecht Dürer

Der Landsknecht Joß Fritz initiiert eine Bundschuh-Bewegung in Bruchsal und Untergrombach. Die Orte gehören zum Bistum Speyer, dessen Bischof Ludwig von Helmstatt kostspielige Bauten durch Erhöhung der Abgaben und Einschränkung der Forst-, Weide- und Fischereirechte seiner Untertanen finanziert hat. Die Artikel der Bundschuh-Bewegung verlangen die Aufhebung der Leibeigenschaft, Abschaffung des Zehnten und anderer Zölle, die Beseitigung adeliger Vorrechte bei der Nutznießung der Wälder und Fischgründe sowie die Einziehung eines Großteils der Klöster. Die Bewegung umfasst bald mindestens 7.400 Personen im Gebiet zwischen Main und Neckar. Geplant sind zunächst die Besetzung Untergrombachs und anschließend ein Zug in die Markgrafschaft Baden, doch wird die Bewegung unter Missachtung des Beichtgeheimnisses verraten. Joß Fritz kann entkommen, doch 110 Mitglieder werden gefasst. Zehn Bauern werden als Abschreckung geköpft, gevierteilt und an den Landstraßen aufgehängt.

#### Nord- und Osteuropa
- Juni: Die Krimtataren besiegen unter Meñli I. Giray das Namagan-Patrimonium, den verbliebenen Rumpfstaat der Goldenen Horde unter ihrem letzten Khan Shaykh Ahmad.
- 13. September: In Livland siegt die Livländische Konföderation und der Deutsche Orden unter dem Großmeister Wolter von Plettenberg in der Schlacht am Smolinasee über das Heer des Großfürstentums Moskau unter Daniel Wassiljewitsch Schtschenja und entscheidet damit den Russisch-Litauischen Krieg gegen Iwan III. für sich.
- Iwan III. lässt auf Drängen seiner zweiten Frau Sofia Palaiologa seinen Enkel und möglichen Thronfolger Dimitri aus erster Ehe und dessen Frau Helena verhaften.

#### Aztekenreich
- Moctezuma II. wird nach dem Tod seines Onkels Auítzotl neuer Herrscher der Azteken. Während der ersten siebzehn Jahre seiner Herrschaft führt er die rigide Expansionspolitik seiner Vorgänger fort.

### Wirtschaft
- Das Landbuch von Hof ist das erste Besitzverzeichnis des Amtes Hof als Teil der Markgrafschaft Brandenburg-Kulmbach.

### Wissenschaft und Technik

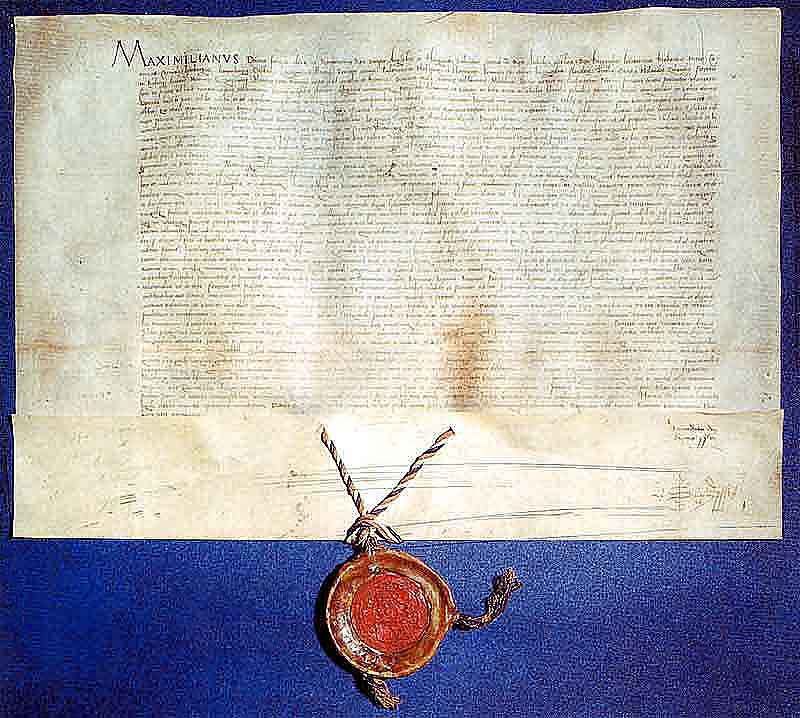
Gründungsurkunde der Universität Wittenberg mit Siegel

- 06. Juli: Auf Betreiben des Kurfürsten Friedrich III. von Sachsen erteilt der römisch-deutsche König Maximilian I. das kaiserliche Gründungsprivileg für die Alma Mater Leucorea, die am 18. Oktober als erste Universität nach der Leipziger Teilung im ernestinischen Kurfürstentum Sachsen eröffnet wird. Erster Rektor wird Martin Pollich, der erste Dekan der theologischen Fakultät Johann von Staupitz, der erste Kanzler Goswin von Orsoy.
- Amerigo Vespucci sendet den Reisebericht Mundus Novus an den florentinischen Adeligen Lorenzo di Pierfrancesco de’ Medici. Darin beschreibt er seine von Mai 1501 bis September 1502 dauernde dritte Südamerikareise.
- 19. November: Der Diplomat Alberto Cantino sendet heimlich die sogenannte Cantino-Planisphäre aus Portugal an Ercole I. d’Este, den Herzog von Ferrara. Bei der Planisphäre handelt es sich um eine Weltkarte, die die neuesten kartographischen Erkenntnisse der letzten Jahre beinhaltet. Sie enthält die früheste direkt datierte Kartendarstellung von Amerika, allerdings noch nicht so betitelt.

### Kultur

#### Architektur
- In Lissabon beginnt der Bau des Mosteiro dos Jerónimos (Hieronymuskloster), der 100 Jahre in Anspruch nehmen wird.
- um 1502: Der von Donato Bramante entworfene Tempietto di Bramante in Rom wird fertiggestellt.

#### Bildende Kunst
- Albrecht Dürer zeichnet seine Naturstudie Feldhase.
- um 1502: Raffael malt die Madonna Diotallevi. Es ist eines der frühesten Gemälde des Malers.

#### Musik
- Der Buchdrucker und Verleger Ottaviano dei Petrucci veröffentlicht die Misse Josquin des franko-flämischen Komponisten Josquin Desprez. Es ist der erste Druck der Musikgeschichte, der nur Werke eines einzelnen Komponisten enthält.

### Gesellschaft
- 02. Februar: Alfonso I. d’Este, ältester Sohn des Herzogs Ercole I. d’Este von Ferrara, Modena und Reggio, heiratet Lucrezia Borgia, die Tochter von Papst Alexander VI. und Schwester Cesare Borgias.
- 13. Februar: Der spanische Dominikaner Bartolomé de Las Casas, später bedeutendster Kritiker sowie Chronist der Conquista, reist das erste Mal nach Westindien in die heutige Karibik, um sich in Hispaniola niederzulassen.

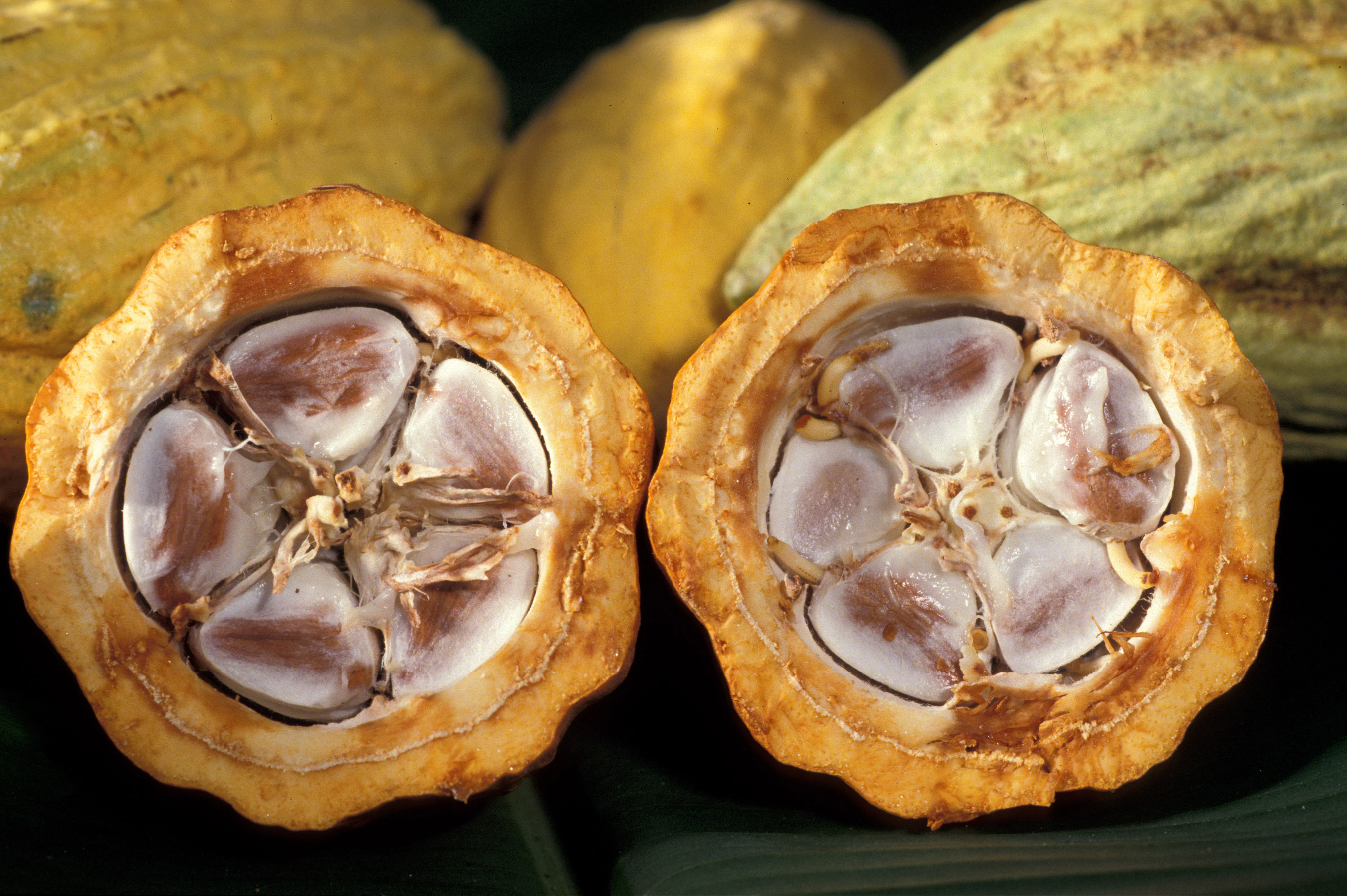
Kakaobohne

- Christoph Kolumbus und mit ihm Europa lernt bei den Mayas die Kakao-Bohne kennen.

Zimt vom Ceylon-Zimtbaum

- Vasco da Gamas Expedition macht auf Ceylon die Bekanntschaft mit dem Ceylon-Zimtbaum und damit dem Zimt.

### Religion
- 28. Juli: Die Danziger Marienkirche, eines der größten Gotteshäuser in Europa, wird fertiggestellt. Als Baumeister wird Heinrich Ungeradin genannt.
- 29. Juli: Matthias Scheit verzichtet auf sein Amt als Bischof von Seckau. Er tut dies auf Druck Maximilians I., der Christoph von Zach als Nachfolger wünscht und durchsetzt. Scheit wird das Recht auf neuerliche Nachfolge zugesprochen.

## Geboren

### Januar bis Mai
- 0 7. Januar: Ugo Boncompagni, als Gregor XIII. Papst († 1585)
- 13. Januar: Anton Lauterbach, deutscher lutherischer Theologe und Reformator († 1569)
- 02. Februar: Damião de Góis, portugiesischer Diplomat und Historiker († 1574)
- 25. Februar: Alfonso d’Avalos, italienischer Fürst, Herr von Ischia und Procida († 1546)
- 04. März: Elisabeth von Hessen, Erbprinzessin von Sachsen († 1557)
- 18. März: Philibert de Chalon, Fürst von Orange, Herzog von Gravina, Graf von Tonnerre und Charny sowie Herr von Arlay und Nozeroy († 1530)
- 20. März: Pierino Belli, piemontesischer Soldat und Jurist († 1575)
- 02. April: Susanna von Bayern, Prinzessin von Bayern-München und durch Heirat nacheinander Markgräfin von Brandenburg-Kulmbach und Pfalzgräfin von Neuburg († 1543)
- 10. April: Ottheinrich, Kurfürst von der Pfalz († 1559)
- 25. April: Georg Major, deutscher lutherischer Theologe († 1574)
- 00. Mai: Jakob Bagge, norwegischer Seeoffizier und Admiral der schwedischen Marine († 1577)

### Juni bis Dezember
- 02. Juni: Guillaume Bigot, französischer Dichter, Philosoph und Arzt († um 1550)
- 06. Juni: Johann III., König von Portugal († 1557)
- 26. Juni: Cristóbal de Rojas y Sandoval, Bischof von Oviedo, Bischof von Badajoz, Bischof von Córdoba und Erzbischof von Sevilla († 1580)
- 26. Juli: Christian Egenolff, deutscher Buchdrucker († 1555)
- 27. Juli: Francesco Corteccia, Florentiner Organist, Kapellmeister und Komponist († 1571)
- 04. August: Pieter Coecke van Aelst, flämischer Maler († 1550)
- 14. September: Ludwig II., Pfalzgraf und Herzog von Pfalz-Zweibrücken, Graf von Veldenz († 1532)
- 15. Oktober: Nikolaus Medler, deutscher lutherischer Theologe und Reformator († 1551)
- 00. Oktober: Justinian von Holzhausen, Bürgermeister von Frankfurt am Main († 1553)
- 06. Dezember: Anna von Braunschweig-Lüneburg, Herzogin von Pommern († 1568)
- 06. Dezember: Nikolaus Gentzkow, deutscher Jurist und Chronist, Bürgermeister von Lüneburg († 1576)
- 13. Dezember: Georg III., Landgraf von Leuchtenberg († 1555)

### Genaues Geburtsdatum unbekannt
- Heinrich Aldegrever, deutscher Kupferstecher († 1555/61)
- Johannes Anglicus, evangelischer Theologe und Kirchenliedkomponist († 1577)
- Borommaracha IV., zwölfter König des siamesischen Reiches von Ayutthaya († 1533)
- Giacomo Chizzola, Richter und Diplomat in Brescia († 1580)
- István Dobó, ungarischer Soldat und Burghauptmann († 1572)
- Johannes Garcaeus der Ältere, deutscher lutherischer Theologe und Reformator († 1558)
- Johannes Hagemeister, deutscher Theologe († 1569)
- Janusz III., Herzog von Masowien († 1526)
- Miguel López de Legazpi, spanischer Conquistador († 1572)
- Blaise de Monluc, französischer Historiker, Armeekommandant und Marschall von Frankreich († 1577)
- Pedro Nunes, portugiesischer Mathematiker und Astronom († 1578)
- Gonzalo Pizarro, spanischer Conquistador († 1548)
- Narziß Renner, Augsburger Buchmaler († 1536)
- Johannes Stomius, deutscher Musiker, Pädagoge, Humanist, lateinischer Poet († 1562)
- Bálint Török, ungarischer Magnat, General, Ban von Nándorfehérvár und Herr auf der Burg Csesznek († 1551)
- Tsharchen Losel Gyatsho, tibetischer buddhistischer Mönch und Klostergründer († 1566)
- Jakub Uchański, Erzbischof von Gniezno und Primas von Polen († 1581)
- Benedetto Varchi, Florentiner Dichter und Historiker († 1565)
- Antonio Maria Zaccaria, italienischer Ordensgründer und katholischer Heiliger († 1539)
- Christoph von Zedtwitz, deutscher Adeliger und Soldat († 1575)
- Mordechai Zemach, Prager jüdischer Drucker († 1591)

### Geboren um 1502
- Johannes von Heppenheim genannt vom Saal, Domherr in Speyer und Worms († 1555)
- Johannes Kessler, deutscher reformierter Theologe und Chronist († 1574)
- Jorge Reinel, portugiesischer Kartograf († um 1572)
- Francesco Spiera, italienischer protestantischer Rechtsgelehrter († 1548)

## Gestorben

### Erstes Halbjahr
- nach dem 17. Januar: Johann Koelhoff der Jüngere, deutscher Drucker und Verleger der Inkunabelzeit
- 00. Januar: Johannes Mauburnus, flämischer Augustiner-Chorherr, Theologe und Erbauungsschriftsteller (* um 1460)
- 18. Februar: Hedwig Jagiellonica, auch als „Jadwiga“ bekannt, polnische Prinzessin, Herzogin von Bayern-Landshut (* 1457)
- um den 14. März: Felix Fabri, deutscher Dominikaner und Schriftsteller (* 1438/39)

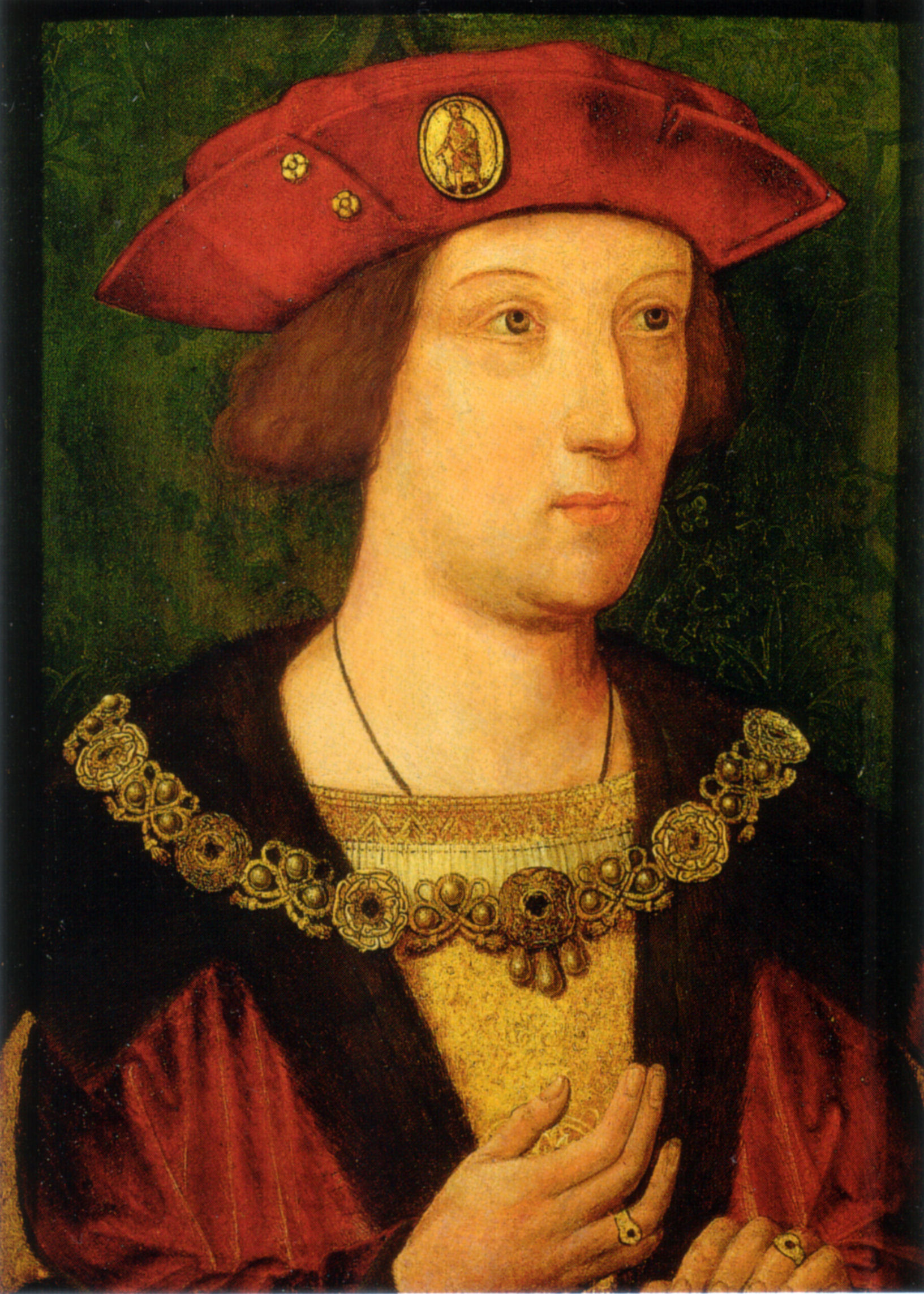
Arthur, etwa 1501

- 02. April: Arthur Tudor, Prince of Wales, Kronprinz von England (* 1486)
- 04. Mai: Berthold II. von Landsberg, Bischof von Verden und Hildesheim (* vor 1454)
- 05. Juni: Georg I. Göler von Ravensburg, deutscher Adeliger (* 1440)
- 06. Juni: Heinrich Brömse, Lübecker Bürgermeister (* 1440)

### Zweites Halbjahr
- 15. Juli: Vincenz Lang, deutscher Humanist und Dichter
- 20. Juli: Giovanni Battista Ferrari, Bischof von Modena (* 1450)
- 07. August: Ursula von Rammung, Stifterin und Dame des Kraichgauer Adels
- 18. August: Knut Alvsson, norwegischer Ritter und Großgrundbesitzer
- 22. August: Frans van Busleyden, burgundischer Politiker und Erzbischof von Besançon
- 01. September: Iio Sōgi, japanischer buddhistischer Mönch und Renga-Dichter (* 1421)
- 13. September: Annius von Viterbo, italienischer Dominikaner-Mönch (* 1437)
- vor dem 20. September: Albrecht Dürer der Ältere, Goldschmied in Nürnberg (* um 1427)
- 20. Oktober: Konrad Summenhart, deutscher Theologe, Kanonist und Naturphilosoph (* um 1450)
- 08. November: Kaspar zu Rhein, Fürstbischof von Basel (* 1433)
- 10. November: Georg I., Herzog von Münsterberg und Oels, Graf von Glatz (* 1470)
- 11. November: Hans Bär der Ältere, Basler Kaufmann und Wechsler (* 1465)
- 13. November: Annius von Viterbo, italienischer Dominikaner und Fälscher historischer Dokumente (* um 1432)

### Genaues Todesdatum unbekannt
- Auítzotl, Herrscher der Azteken

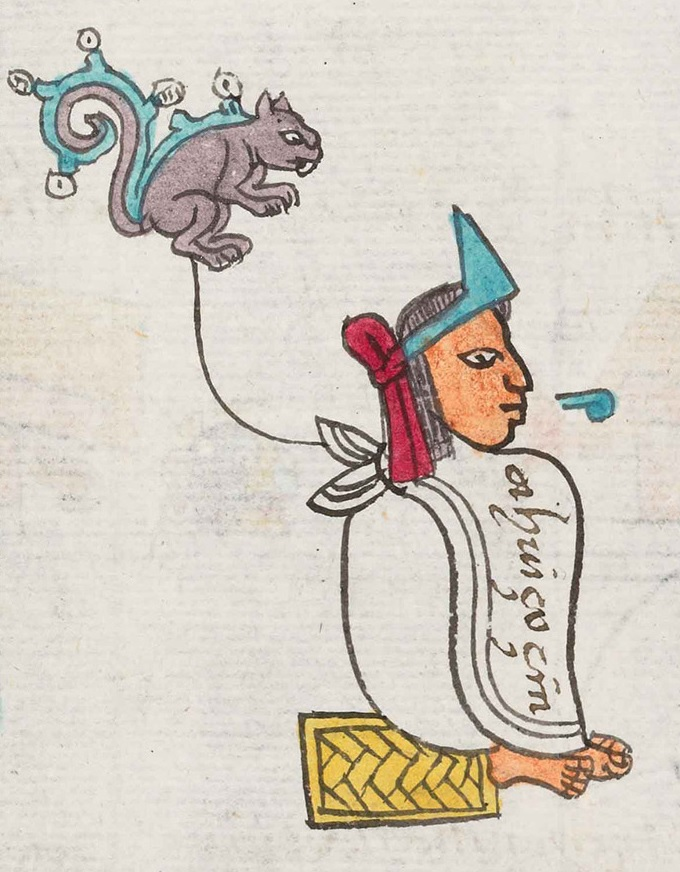
Auítzotl im Codex Mendoza

- Francisco de Bobadilla, spanischer Kolonialverwalter, Untersuchungsrichter und Gouverneur von Westindien
- Diogo Gomes, portugiesischer Entdecker und Autor (* 1420)
- Georg Gossembrot, Augsburger Kaufmann, Finanzberater Maximilians I. (* um 1445)
- Andreas Laer van Deventer, Klosterprobst des Bordesholmer Augustiner Chorherrenstifts
- Francesco Laurana, italienischer Bildhauer, Architekt, Maler und Medailleur kroatischer Herkunft (* 1430)
- Olivier de la Marche, burgundischer Schriftsteller und Generalmünzmeister von Geldern (* um 1425)
- Andreas Palaiologos, Titularkaiser von Byzanz und Titular-Despot von Morea (* 1453)
- Thonis von Palant, Herr von Reuland, Monschau und Neersen (* zw. 1431 und 1446)
- Werner Rolevinck, Kölner Kartäusermönch und Schriftsteller (* 1425)
- Octavien de Saint-Gelais, französischer Kleriker, Dichter und Übersetzer (* 1468)
- Giulio Cesare da Varano, italienischer Condottiere und Herzog von Camerino (* 1430)

### Gestorben um 1502
- Nicolò Alunno, italienischer Maler (* um 1430)